# Луї Фінсон
Луї Фінсон (нід. Louis Finson; бл. 1575, Брюгге — 16 травня 1617, Амстердам) — відомий в Італії як Ludovicus Finsonius, південнонідерландський художник зламу XVI–XVII століть, один з перших послідовників Караваджо у Франції і Голландії.

## Життєпис
Бурхливі епохи народжують дивних персон : наприклад, за походженням - італієць, народився у Парижі, добре говорить і пише французькою, майже всі роботи в Росії, і вважається росіянином (архітектор XVIII століття Франческо Бартоломео Растреллі (1700-1771), який своє ім'я писав як Франсуа).
Але бурхливі і трагічні епохи були й раніше. І злам XVI–XVII століть саме така доба. У 1579 році сім бунтівних провінцій Нідерландів в місті Утрехт створили так звану Республіку Семи Об'єднаних Провінцій. Під час війни з Іспанією вдалося відстояти свою незалежність. Іспанські загарбники помстилися убивством 10 тисяч громадян міста Антверпен, що привело до масової еміграції мешканців в «Об'єднані Провінції» з територій Фландрії, контрольованих Іспанією. Вестфальська мирна угода 1648 року визнала незалежність «Об'єднаних Провінцій», які стали відомі як Нідерланди.
Хлопчик, що народився 1575 року (чи близько того року) не знав і не міг знати, що далекі від його рідного міста Брюгге політичні катаклізми могутньо впливатимуть на його життя.
Ймовірно, він був франкомовним чи двомовним. Відомо, що він 1600 року відбув у Італію, де стажувався в живопису в Неаполі і Римі. Італійський маньєризм повільно переходив у стиль бароко і таки вплинув на творчу манеру молодого художника, про що свідчать його ранні твори. Але римські майстри, а за ними і художники Неаполя, були підкорені художньою манерою Караваджо, одного з творців демократичної гілки римського бароко. Знахідки Караваджо мали неабиякий вплив і на творчу манеру Луї Фінсона. Він покинув Італію переконаним послідовником скандально відомого майстра. Повертався через південну Францію, де надовго затримався в провінційних містечках. Робив переважно за церковними замовами, але в межах тематики римських послідовників Караваджо — «Відсіч голови Івана Хрестителя», «Молитва Марії Магдалини», «Поклоніння волхвів», «Переконання апостола Фоми». Лише іноді зовсім інші впливи нагадують про неіталійське походження митця та інші корені його мистецтва. Тоді виникають далекі від караваджизму картини на кшталт алегорії «Чотири стихії», що нагадують чи то дивацькі композиції попередніків-маньєристів, чи то далеких послідовників-постмодерністів XX століття.
Відсутність вельможного покровителя спонукала стати мандрівним майстром, тому працює в провінційних містах, поступово пересуваючись на північ: Марсель, Арль, Тулуза, Бордо, Париж. Він наче навмисне тримається подалі від військових подій, що йдуть на півночі. За попередніми даними він емігрував до міста Амстердам, де і помер 1617 року. 
В Амстердамі оселився в будинку художника Авраама Вінка (1580–1621), з котрим був знайомим ще в роки перебування в Неаполі. Авраам Вінк узяв шлюб з неаполітанкою та вивіз дружину у Амстердам. Заслаблий художник Луї Фінсон склав заповіт на користь  Вінка, котрий став спадкоємцем пізніх творів Фінсона та двох картин Караваджо, котрі Фінсон вивіз з Італії. 
Праця в провінційних містах не сприяла широкій популярності його творів.
Лише згодом, на новому етапі, справу знайомства з художніми знахідками Караваджо в Голландії продовжать так звані утрехтські караваджисти, серед яких Тербрюгген, Дірк ван Бабюрен, Герріт ван Гонтгорст.

## Галерея нідерландських послідовників Караваджо

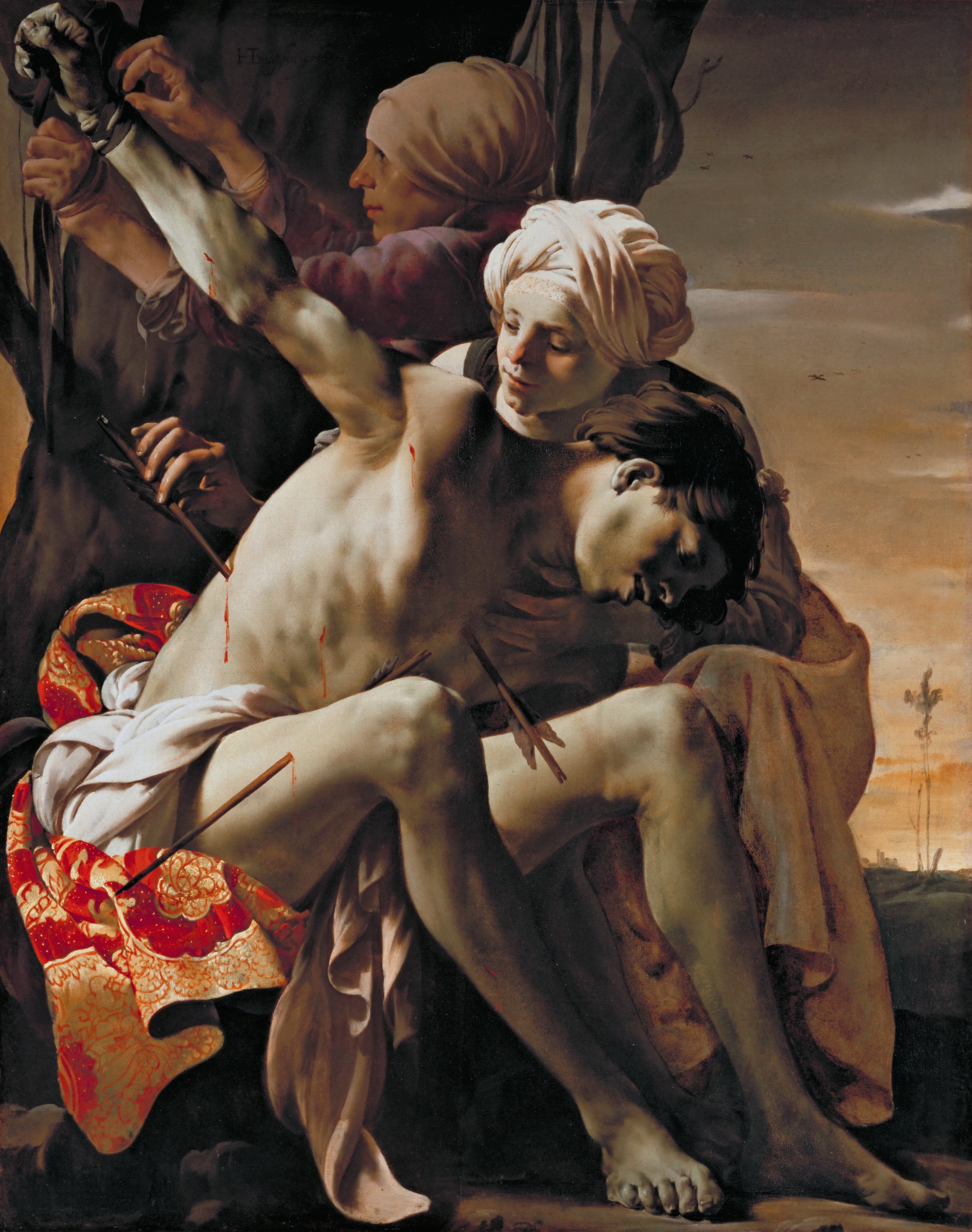
Тербрюгген.«Свята Ірина рятує Святого Себастьяна»

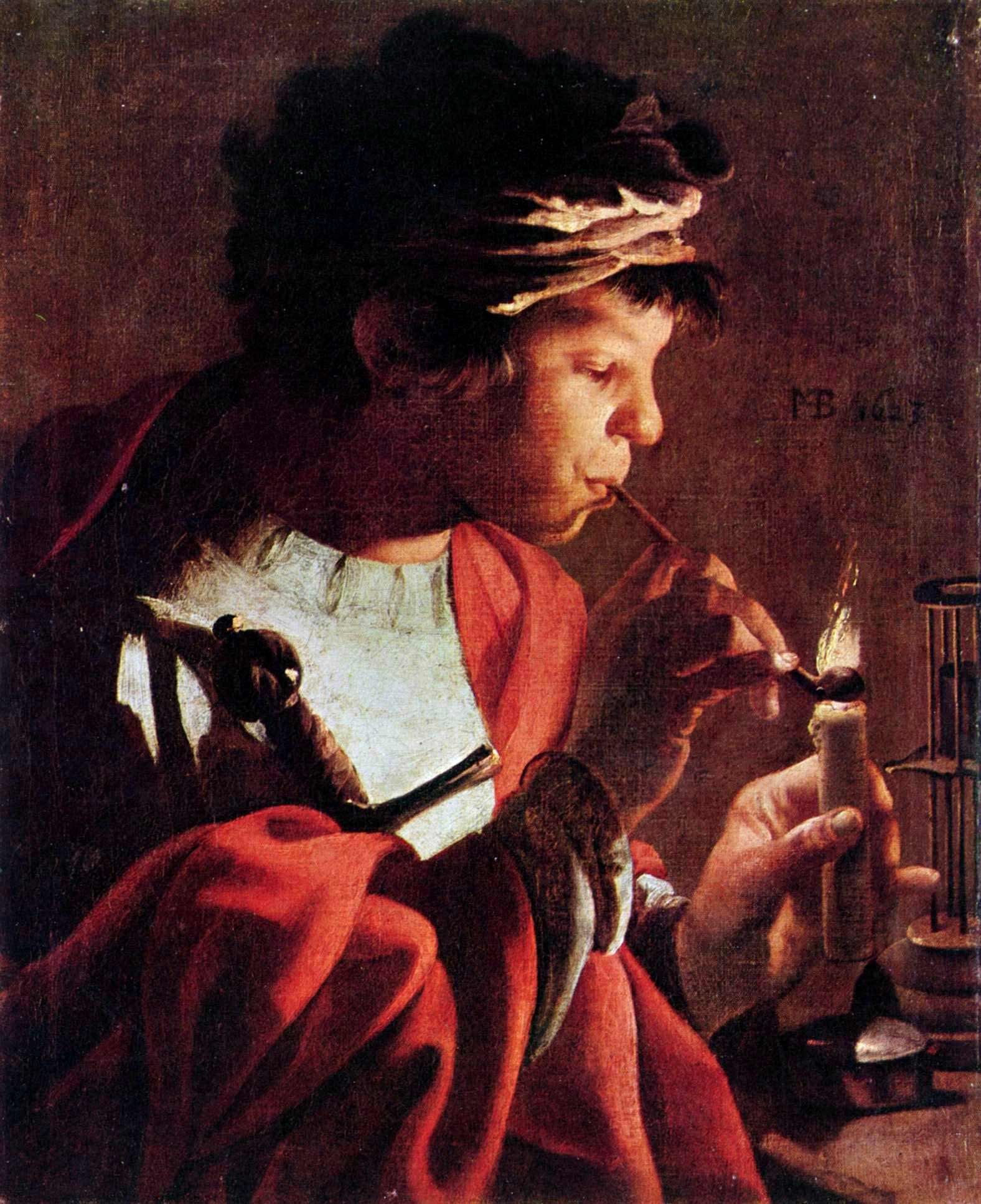
Худ.Тербрюгген. «Молодий вояк розкурює люльку», 1623, місто Егер, Угорщина, худ.Тербрюгген
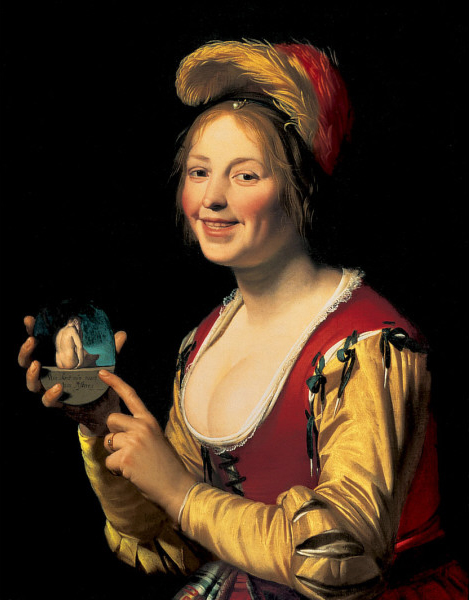
Герріт ван Гонтгорст, «Куртизанка»
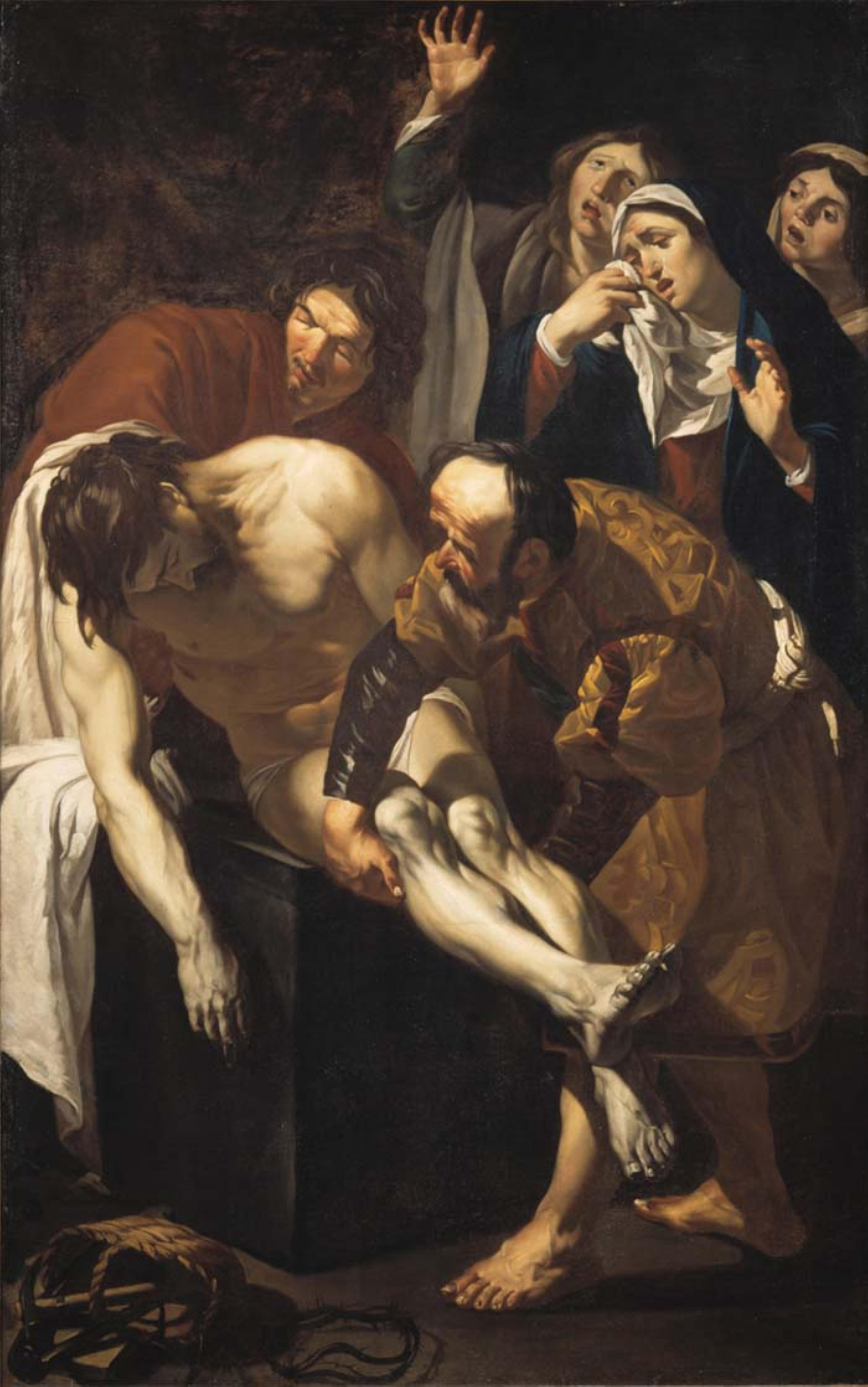
Дірк ван Бабюрен, «Покладання Христа у гроб»
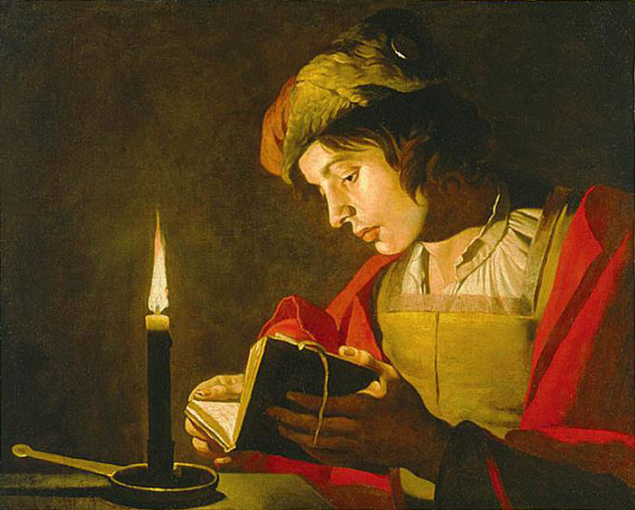
Матіас Стомер.«Юнак читає перед свічкою». Музей, Утрехт
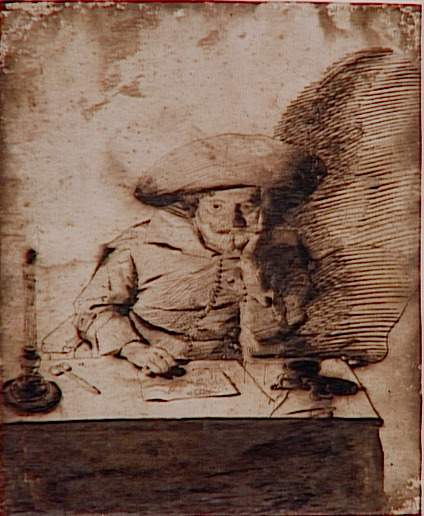
Герріт ван Гонтгорст, автопортрет, малюнок
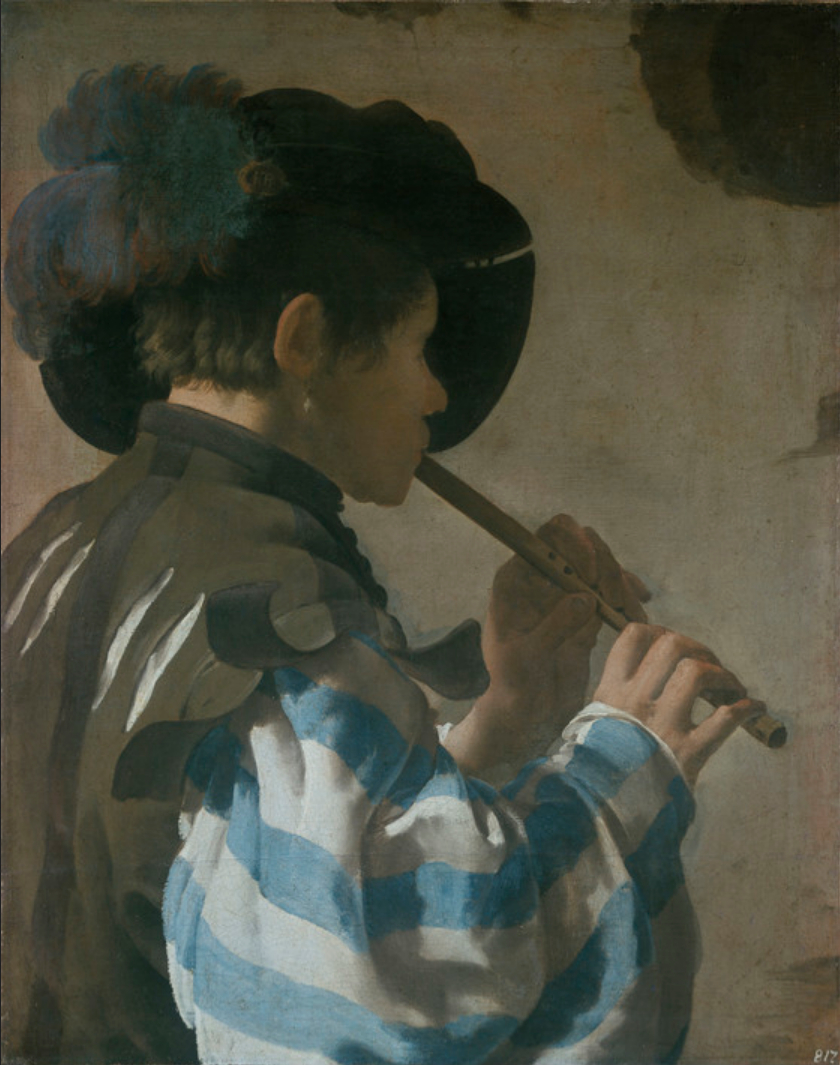
Худ. Тербрюгген. «Юнак-флейтист», 1621 р.
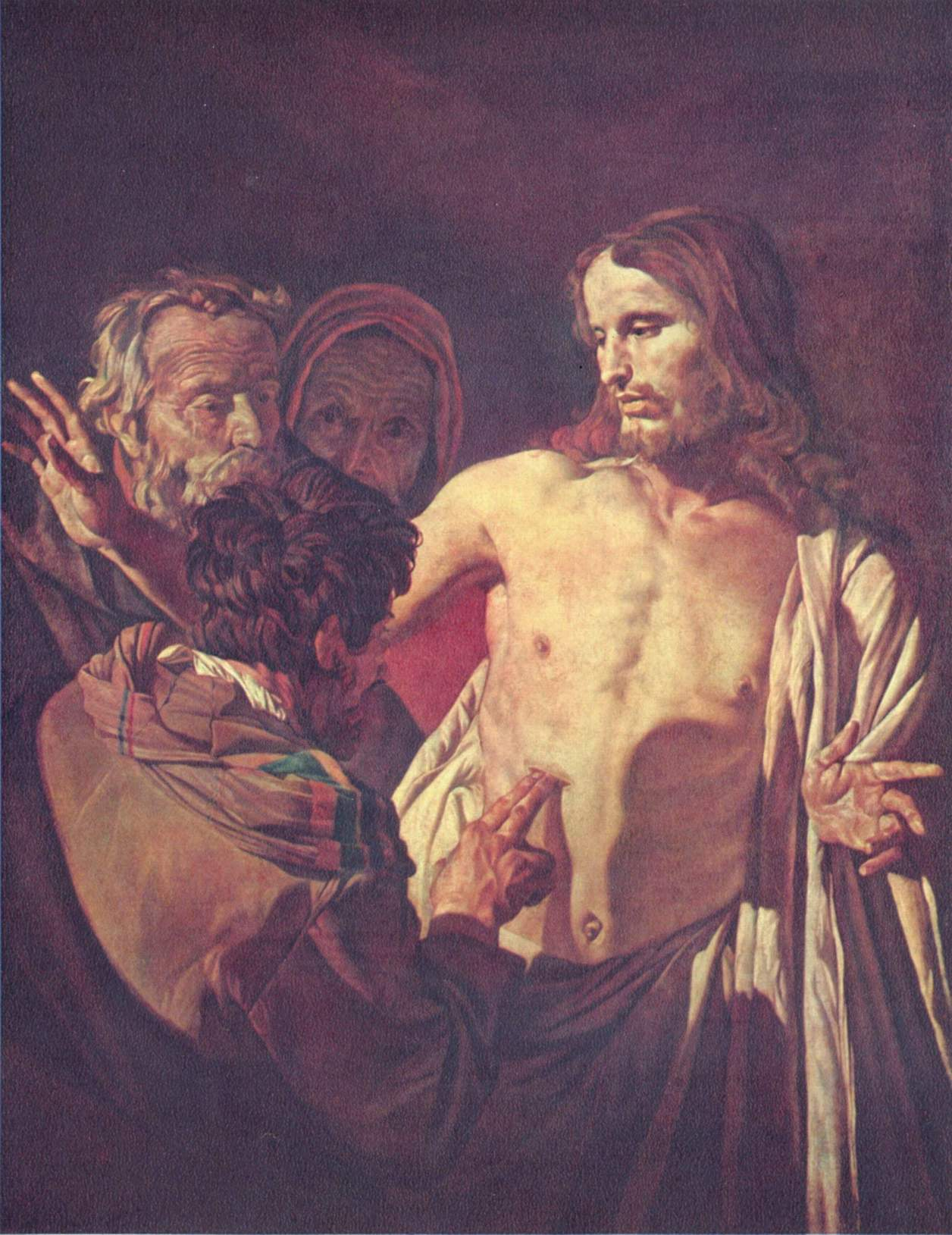
Герріт ван Гонтгорст,« Переконання апостола Фоми»
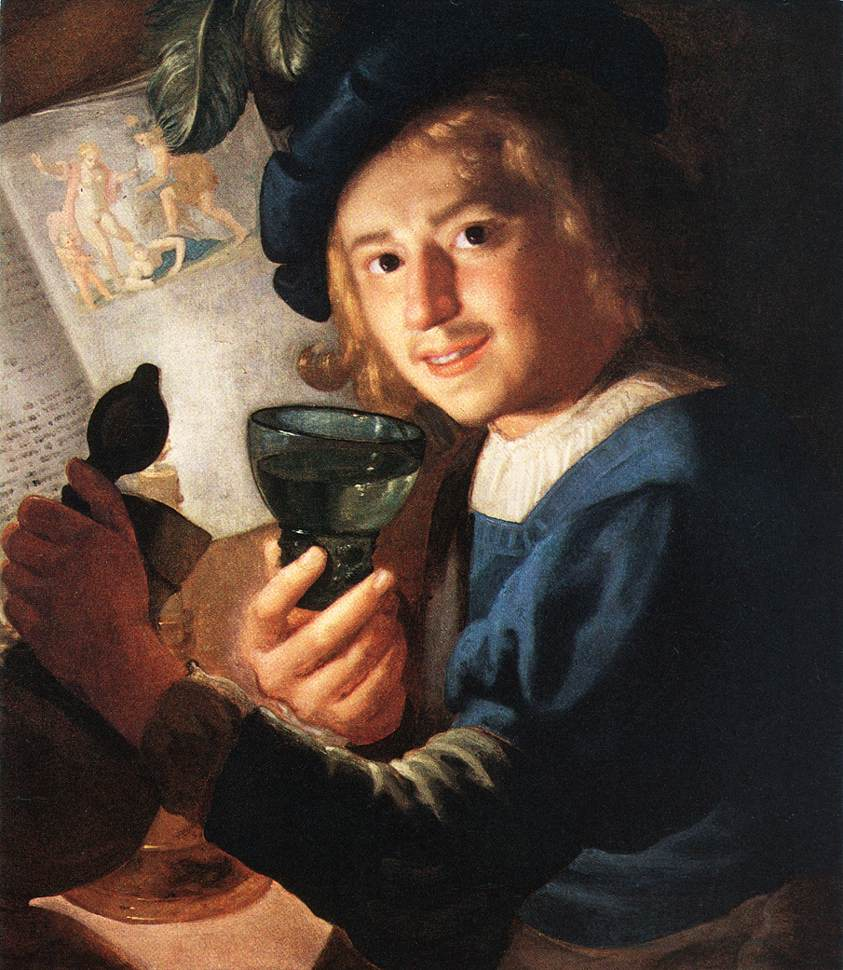
Герріт ван Гонтгорст, «Вечірні насолоди»

## Вибрані картини
- Алегорія «П'ять почуттів»
- «Еритрейська сивіла», Кан
- «Благовіщення», Прадо, Мадрид

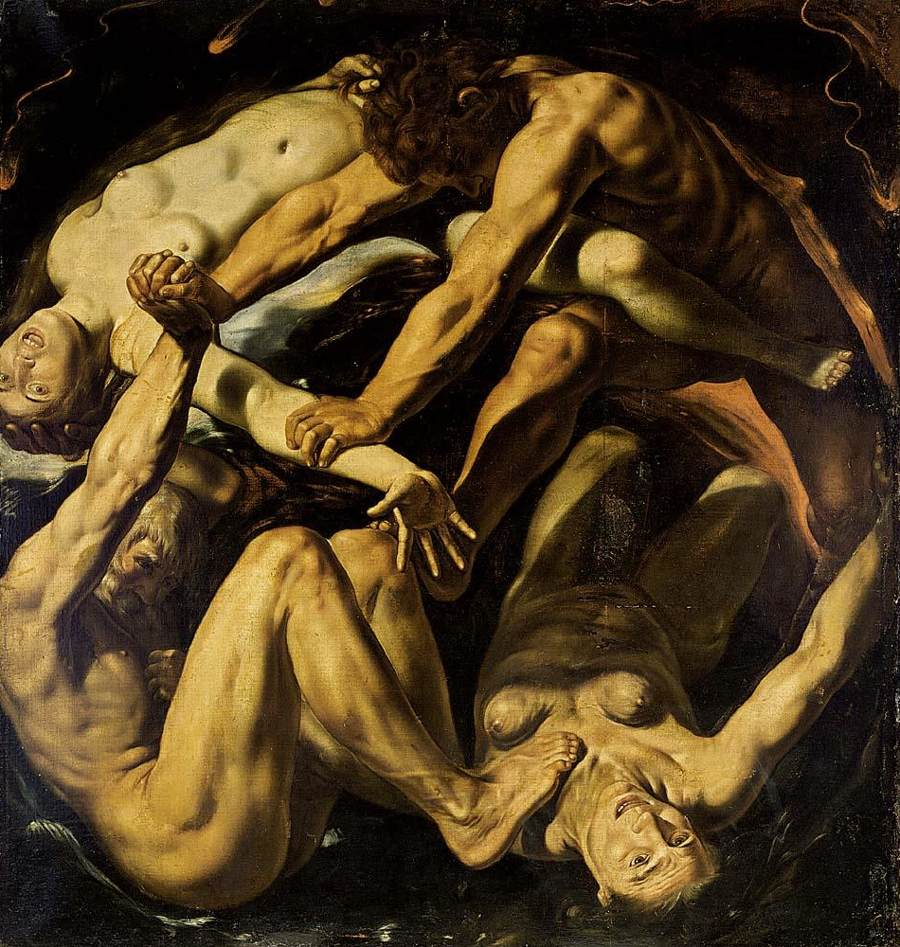
Алегорія «Чотири стихії», 1611, приватн. збірка

- « Відсіч голови Івана Хрестителя», музей герцога Антона-Ульріха, Брауншвейг
- «Флейтист», Оксфорд, Ашмолеан музей
- « Мучеництво Святого Стефана», Арль, церква Сан Трохим
- « Винищення немовлят»
- « Никола-Клод Фабрі де Пейреск», портрет
- Алегорія « Чотири стихії», 1611, приватн. збірка
- «Благовіщення», 1612, Каподімонте, Неаполь
- « Каяття Марії Магдалини», 1613, Марсель, Музей образотворчих мистецтв
- « Молитва Марії Магдалини»
- «Автопортрет»,1613, Марсель, Музей образотворчих мистецтв
- « Христос воскрешає померлого Лазаря», 1613
- « Поклоніння волхвів», 1614, Арль
- « Переконання апостола Фоми», 1614
- «Обрізання немовляти Христа за єврейським звичаєм», 1615, Париж